# فريدريك بيري
فريدريك بيري (بالإنجليزية: Frederick Berry)‏ هو سياسي أمريكي، ولد في 20 ديسمبر 1949، وتوفي في 13 نوفمبر 2018. حزبياً، نشط في الحزب الديمقراطي.